# Herbert Marshall
Herbert Marshall (Londres, 23 de maio de 1890 - Beverly Hills, 22 de janeiro de 1966) foi um ator britânico. Entre seus filmes mais conhecidos estão Vítimas do Divórcio (1940), Um Gosto e Seis Vinténs (1941), O Fio da Navalha (1946) e Duelo ao Sol (1946).

## Biografia
Nascido em Londres em 1890, Marshall era filho de um famoso ator de teatro britânico. Quando jovem, frequentou o St. Mary's College, em Harlow, Inglaterra. Durante a Primeira Guerra Mundial, Marshall e o ator Ronald Colman juntaram-se ao 14º Regimento Escocês de Londres e participaram de várias frentes europeias. Ele foi gravemente ferido em 1915 e perdeu a perna direita. Sua conduta lhe valeu uma citação por sua bravura.
Seu primeiro papel no cinema foi em Mumsie, foi um filme mudo britânico estrelado por Pauline Frederick. Em 1929, ele fez seu primeiro filme americano, co-estrelando com Jeanne Eagels em The Letter. Depois vieram Secrets of a Secretary com Claudette Colbert e The Painted Veil com Greta Garbo.
Com o advento do rádio e da televisão, Marshall trabalhou em ambos os meios.

## Vida pessoal
Marshall foi casado cinco vezes. Ele se divorciou da modelo Lee Russell, da atriz Edna Best e da também modelo Molly Maitland. Sua quarta esposa, a ex-showgirl Boots Mallory, morreu em 1958. Sua quinta esposa foi Dee Ann Kauhmann, uma vendedora de lojas de departamentos.
Ele era pai da atriz Sarah Marshall.